# 협죽도과
협죽도과(夾竹桃科, 학명: Apocynaceae 아포키나케아이[*])는 용담목의 과이다. 박주가리, 덩굴박주가리, 마삭줄, 넓은잎큰조롱, 나도은조롱 등을 포함하고 있다.
난·온대에서 열대에 200속 2,000종 가량이 분포하며 대한민국에는 3속 4종이 있다.
상록 목본 또는 여러해살이 초본으로 줄기나 잎에 상처를 입히면 흰 액이 나온다. 잎은 마주나고 드물게 어긋나거나 돌려나는 것도 있으며 톱니는 없다. 꽃은 양성으로 방사대칭이다. 화관은 깔때기 모양 또는 높은 술잔 모양이며 끝이 5개로 갈라지고, 열편은 꽃봉오리일 때 소용돌이 모양으로 접힌다. 수술은 5개이며 화관통에 달리고, 열매는 2갈래로 갈라지는 골돌과 또는 장과이다. 종자는 많고 대부분은 말단에 털 또는 날개가 있다.

## 하위 분류
- 박주가리아과(Asclepiadoideae Burnett)
- 세카모네아과(Secamonoideae Endl.)
- 정향풀아과(Rauvolfioideae Kostel.)
- 페리플로카아과(Periplocoideae Endl.)
- 협죽도아과(Apocynoideae Burnett)